# Neocaridina euspinosa
Neocaridina euspinosa is een garnalensoort uit de familie van de Atyidae. De wetenschappelijke naam van de soort is voor het eerst geldig gepubliceerd in 1996 door Cai.